# Bunuri mobile din domeniul carte veche și manuscris clasate în patrimoniul cultural național al României aflate în județul Dâmbovița
Acestă listă conține bunurile mobile din domeniul carte veche și manuscris clasate în Patrimoniul cultural național al României aflate la momentul clasării în județul Dâmbovița.

## Fond
| Foto | Informații generale | Detalii tehnice | Descriere | Deținător                                                | Legături |
| ---- | --- | --- | --- | -------------------------------------------------------- | -------- |
|      | Sv[â]nta și d[u]mnezaiasca Evanghelie Autor: Cantacuzino, Șerban | Datare: 1682 Școală: În scaunul Mitropoliii Bucureștilor Tipărindu-se Dimensiuni: 2° (27 cm) Material: hârtie                                           | Sv[â]nta și d[u]mnezaiasca Evanghelie// Carea într-acesta chip ocmită dipre orân- // duiala Grecieștii ev[an]ghelii, acum întâi sau // Tipărit // Den porunca, și cu toată cheltuiala, prea // luminatului, și prea înălțatului domn și // oblăduitoriu a toată țara Rumânească // Io Șărban C: voevod ; adevăratul // nepot, preabunului Bătrân Șărban Basarab // Voevod. // Întru folosul, și înțelegerea pravoslav- // nicii Rumâneștii Beseareci. // Ispravnic fiind prea svințitul Kyr. // THEODOSIE Mitropolitul țărâi, și Exarh Laturilor. // În scaunul Mitropoliii Bucureștilor, // Tipărindu-se // La anul dela sp[ă]seniia Lumii 1682. | Complexul Național Muzeal „Curtea Domnească”, Târgoviște | Cimec    |
|      | Carte românească de învățătură Autor: Varlaam, Mitropolit al Moldovei | Datare: 1643 Școală: În Tipariul Domnesc în Mănăstirea a trei S[feti]tele Dimensiuni: 2° (32 x 20 cm) Material: hârtie                                  | Carte românească de învățătură // dumenecele preste an și la praznice împărăteșci și la sfinți Mari. // Cu zisa și cu toată cheltuiala lui Vasile Voivodul // și domnul țărei Moldovei din // multe scripturi tălmăcită. Din limba slovenească pre limba Romeniască. // De Varlaam Mitropolitul De țara Moldovei. În Tipariul Domnesc // În Mănăstirea a trei S[feti]teli În Iași // de la Hs. 1643 | Complexul Național Muzeal „Curtea Domnească”, Târgoviște | Cimec    |
|      | Îndereptarea legii cu Dumnezeu carea are toată judecata arhierească și împărătească. Pravila Sfinților Apostoli : Lângă aceasta și ale sfinților Dascăli ai lumii: Teologhia Dumnezeeștilor Bogoslovi                             | Datare: 1652 Școală: în Tipografia prealuminatului[...] Domn Matei V[oevod] Bas[arab] în Sfânta Mitropolie Dimensiuni: 2° (29 x 19 cm) Material: hârtie | Îndereptarea legii // cu Dumnezeu. // carea are are toată judecata // Arhierească și împărătească de toate vinile // Preoțești și Mirenești. // Pravila Sfinților Apostoli, // aceale 7 Săboare // și toate ceale Nemeastnice. Lângă aceasta și ale sfinților Dascăli, ai Lumii. Vasil veli. Timothei Nic. Nicolae. // Teologhia Dumnezeeștilor Bogoslovi Scrise mai 'nainte // și tocmite, cu Porunca și învățătura // Blagocestivului împărat Kyr Ioan Comninul. de cuvânt. // Diacon al Marii Beseareci a lui Dumnezeu și Păzitor de Pravile, Kyr // Alexie Aristinu, iar acum // deîntâi prepusă toată de pre elineaște pre Limba Rumânească // cu nevoința și userdia și cu toată cheltuiala a prea sfințitului // de Hristos. Kyr ȘTEFAN cu^amila lu Dumnezeu Mitropolitul Târgoviștei // Exarh Plaiurilor și a toată Ungrovlahia: // În Târgoviște în Tipografia prealuminatului mieu Domn Ioan Matei V. Bas. // în sfânta Mitropolie în casa Nălțării Domnului Nostru Isus Hristos // mir : 2. Valeat 7160 a lui Hs. 1652. Va Pori veli.                                 | Complexul Național Muzeal „Curtea Domnească”, Târgoviște | Cimec    |
|      | Psaltirea Prorocului și Împăratului David | Datare: 1813 Școală: Tipărită cu cheltuiala Crăeștii Tipografii a Universității din Pesta Dimensiuni: 8° (16 cm) Material: hârtie                       | Psaltirea // Prorocului // și // Împăratului David // acum // a patra oară tipărită // în zilele // prea înălțatului Împărat // al // Austriei // Francisc Întâiu // întru // Carea se cuprind Cathismele, Cântările, și Psalmii cei aleși din // preună cu rânduialele lor, s. ci. l. // La Buda // Tipărită cu cheltuiala Crăeștii Tipogra- // fii a Universității din Pesta // 1813 | Complexul Național Muzeal „Curtea Domnească”, Târgoviște | Cimec    |
|      | Bibliia adecă Dumnezeiasca scriptură | Datare: 1688 Școală: În Scaunul Mitropoliei Dimensiuni: 2° (42 x 28 cm) Material: hârtie                                                                | Biblia // adecă // Dumnezeiasca scriptură // ale cei vechi și ale cei noao leage // toate // care s-au tălmăcit dupre limba elinească spre înțăleagerea // a limbii rumânești cu porunca Prea bunului creștin, // și luminatului domn // Ioan Șerban, Cantacozino Basarab Voevod // și cu îndemnarea dumnealui // Constadin Brâncoveanul Marele Logofăt // Nepot de soră al Măriei sale, Carele după prestăvirea acestui mai // sus pomenit domn, Putearnicul D[u]mnezău den aleagerea atoatei // țări Rumânești, Pre dumnealui l-au coronat cu domnia și stapânirea atoată țara Ungrovlahiei. Și întru dzilele Măriei sale s-au // săvârșit acest dumnezăesc lucru. Carele și toată // cheltuiala cea desăvârșită o au rădicat. // Tipăritu-s-au întâiu în scaunul mitropoliei Bucureștilor, // în vreama păstoriei Prea sfințitului părinte kyr Teodosie // mitropolitul Țării și exarhu laturilor, și pentru cea de obște priință, s-au dăruit, neamului rumânesc. // La anul dela facerea lumii, 7197 // iar dela Spaăsenia lumii, 1688 // în luna lui noemvri în 10, dzile. | Complexul Național Muzeal „Curtea Domnească”, Târgoviște | Cimec    |
|      | Cazanii ce cuprind în sine Evangheliile tâlcuite ale Duminecilor de preste an, și cu Cazaniile Sinaxariului Prazniciilor împărătești și ale Sfinților celor Mari, a 12, luni de preste an                                         | Datare: 1828 Școală: În Sfînta Mitropolie Dimensiuni: 2° (34 cm) Material: hârtie                                                                       | CazaniiI // ce cuprind în sine Evangheliile tâlcuite ale // Duminecilor de preste an, și cu Cazaniile // Sinaxariului Prazniciilor împărătești și a- // le Sfinților celor Mari, a 12, luni // de preste an. // Care s-au început a să tipări în zilele prea luminatu- // lui și prea învățatului nostru Domn // Grigorie Dimitriu Ghica Voevod. // Iar sfârșit au luat după ce au intrat aicea // armia Preaputearhicii Împărății a toată Rosiea. // Cu blagoslovenia celui de acum Mitro- // polit al Ungrovlahiei // KIRIU GRIGORIE. // Iar prin osârdia și toată cheltuiala iubitorilor // de Dumnezeu Episcopi, al sfintei Episcopiei Râmnic // Kir Neofit, // și al sfintei Episcopii Buzău // Kir CHESARIE // În București. // În Sfînta Mitropolie, la anul mântuirii, 1828 // De Matthei Băbeanul Tipograful | Complexul Național Muzeal „Curtea Domnească”, Târgoviște | Cimec    |
|      | Sfânta si Dumnezaiasca Liturghie A Sfântului Ioan Zlatoust, a Marelui Vasilie, si a Sfântului Grigorie Dvoeslov, Carea iaste Prejde[o]săștenna                                                                                    | Datare: 1702 Școală: În Sfînta Episcopie dela Buzău în Tipografia Domnească Dimensiuni: 4° (21 cm) Material: hârtie                                     | Sfânta si Dumnezaiasca // Liturghie // A Sfîntului Ioan Zlatoust, a Marelui Va- // silie, și a Sfântului Grigorie Dvoeslov, Carea // iaste Prejdesscena // Carea acum de nou sau tiparit, și în lumina sau // dat, întru folosul tuturor Preoților, și Diiaco-^anilor, ca să poată pre lesne a sluji cum să cade pre // rînduiala ei, den izvoadele Grecesti, Tipicul // pre limba Rumâneasca, scos și tocmit, din // porunca și osârdiia împreună și toată chel- // tuiala a prea cinstitului, jupân Șărban // Cantacuzino Vel, Paharnic. Întru zilele // Prea luminatului Blagocestivului Domn Io // Costantin Basarab Voevoda // îndireptînd Cîrma sfintei Beseareci Prea // sfințitul Kir THeodosie Arhiepiscopul // a toată Ungrovlahiia // Tipăritu-s-au în Sfânta Episcopie de la Buzău // În Tipografia Domnească // La Anul dela zidirea Lumii 1702 | Complexul Național Muzeal „Curtea Domnească”, Târgoviște | Cimec    |
|      | Noul Testament sau împăcarea, au leagea nouă : izvodit cu mare socotință den izvod grecescu și slavonescu, pre limba rumânească                                                                                                   | Datare: 1648 Școală: întru a Mării sale tipografie Dimensiuni: 2° (28 x 19 cm) Material: hârtie                                                         | Noul Testament. // sau, // Împăcarea, au leagea Noao. // alui Iisus Hristos. Domnului nostru. // Izvodit cu mare socotință den // izvod Grecescu și slavonescu, pre // Limba Rumânească, Cu îndemnarea și // porunca, deînpreună cu toată cheltuiala, // A mării sale // Gheorghie Racoți, // Craiul, // Ardealului, i proci. // Tipăritu-s-au întru a mării sale // Tipografie, Dentâiu nou // în Ardeal în cetatea // Bălgradului. // Anii, dela întruparea domnului și mântuito // riului nostru Is. Hs. 1648 // Luna lui Ghenariu, 2 | Complexul Național Muzeal „Curtea Domnească”, Târgoviște | Cimec    |
|      | Carte sau lumină : cu dreapte dovediri din Dogmele Besearicii Răsăritului | Datare: 1699 Școală: în Sfânta Mănăstire… în Tipografia Domnească Dimensiuni: 4° (20 x 15 cm) Material: hârtie                                          | Carte sau lumină // Cu dreapte Dovediri din Dogmele // Besearicii Răsăritului asupra dejghinării Papistașilor // descoperită și așezată de // prea învățatul ieromonah Maxim Peloponesianul. Acum întâiu typărită // pre limba Rumânească cu porunca și toată cheltuiala // a prea Luminatului și înălțatului Domn // și oblăduitoriu a toată Țara Rumânească, Ioan Constantin B.B. Voevod // Purtând cârma Pravoslaviei Prea Sfințitul Mitropolit Kyr Theodosie. // și s-au tipărit în Tipografia Domnească în Sfânta Mănăstire în Sneagov. // La anul mântuirii lumii 1699 în luna lui aprilie. // De smeritul întru ieromonahi Anthim Ivireanul // pentru ca sa dea dar Pravoslavnicilor. | Complexul Național Muzeal „Curtea Domnească”, Târgoviște | Cimec    |
|      | Octoih : Ce cuprinde în sine, slujba Văscrăseanelor a opta glăsuire și cele 11 Evanghelii și obștea, cu troparele, și condacele și bogorodicinele, la toți sfinții de obște ai sinaxariului cu vrucea leato, peste tot anul       | Datare: 1742 Școală: În sfînta Episcopie A Râmnicului; Popa Mihai Athanasievici, tipograful Dimensiuni: 4° (21 cm) Material: hârtie                     | Octoih // Ce cuprinde în sine, slujba Văscrăseanelor // A opt Glasuri și ceale 11 Evanghelii // și obocea, cu Troparele, și Conda // cele și Bogorodicinele, la toți sfin // ții de obșce, ai Sinaxariului cu // Vruțea Leato, peste tot Anul // Acuma într-acesta chip Tipărit Rumîneașce // Întru a doao Domnie, a Prea Lumina- // tului, nostru Domn // Io Mihai Racoviță Voevod // Cu Blagosloveniia Aprea sfințitului // Mitropolit al Ungrovlahiei // Kir Neofit // ai cu toată chieltuiala sfinții sale // de Dumnezeu Iubitoriului // Kir Climent, Episcopul Rîm: // În sfînta Episcopie A Rîmnicului // A: 1742 // De cucearnicul între preoți Popa // Mihai Athanasie Vici, Tipograful | Complexul Național Muzeal „Curtea Domnească”, Târgoviște | Cimec    |
|      | Sfintele si dumnezeiestile Liturghii a celor dintru sfinti Parintilor nostri alui Ioanu Zlatoust, alui Vasilie cel Mare, si a Prejde[o]s[ă]șteniei                                                                                | Datare: 1733 Școală: În sfînta Episcopie A Râmnicului Dimensiuni: 4° (20 cm) Material: hârtie                                                           | Sfintele și dumnezeieștile // Liturghii. // A celor dintru sfinți Părinților no // scri alui Ioann Zlatoust, alui Vasilie // cel Mare, și a Prejdessteniei. // Acum întru acestași Chip Tipărite // Rumânește. // În sfânta Episcopie a Rîmnicului. // Cu nevoința, și cu toata chieltuiala, // a Prea sfințitului și de Dumnezeu // Iubitoriului, // Kir Inochentie. // Episcopul Râmnicului. // Luna lui Decemvrie, 1 // La anul dela Hs., 1733. | Complexul Național Muzeal „Curtea Domnească”, Târgoviște | Cimec    |
|      | Acatistier | Datare: 1823 Școală: [s.n.] Dimensiuni: 4° (22 cm) Material: hârtie                                                                                     | Acatistier // care // Cuprinde, Acatistul, adecă // lauda cea neșezută cătră Preasfînta // Născătoare de Dumnezeu, și paracli // sul, Rugăciunile Preceștaniei, și Ca // nonul cătră Domnul nostru Iisus Hristos. // Acum întâiu întru acest chip tipărit // în zilele Prea înălțatului și Prealu // minatului nostru Domn. // Io Grigorie Dimitriu Ghica Voevod // Cu blagosloveniia Preasfințitului și // de Dumnezeu alesului Mitropolit a // toată Ungrovlahia // Kiriu Kiriu Grigorie // În București, 1823 | Complexul Național Muzeal „Curtea Domnească”, Târgoviște | Cimec    |
|      | Ciasoslov ce coprinde slujba de zi și de noapte, precum în scară arată, întru mai bune îndreptări diorthosit, și adăogit cu paraclisul al doilea al precistii, și cu alte învățături, așăzîndu-se la început și sfințitul simbol. | Datare: 1785 Școală: în tipografiia din Sfânta Mitropolie Dimensiuni: 4° (21 cm) Material: hârtie                                                       | Ciasoslov // Ce coprinde slujba de zi și de noap- // te, precum în scară arată, întru mai // bune îndreptări diorthosit, și adăo- // git cu paraclisul al doilea al precis- // tii, și cu alte învățături, așăzîn- // du-se la început și sfințitul simbol. // În zilele prea luminatului Domn, // [Io Mihai Costandin] Suțu Vv. // Cu blagosloveniia și cheltuiala Prea // sfințitului Mitropolit al Ungro- // vlahiei Kiriu Kir Grigorie // Întru al 26 de ani ai păstoriei sale. // S-au tipărit la București în tipogra- // fiia din sfînta mitropolie. Prin // îndemnarea și osteneala Smeritului // mitropolit Sidis Grigorie. // La anii dela Nașterea lui Hs: 1785. // De Stanciul Thomovici Tipograful. | Complexul Național Muzeal „Curtea Domnească”, Târgoviște | Cimec    |
|      | Apostol Ce are întru sine Faptele și Posleniile Sfinților Apostoli | Datare: 1794 Școală: În Sfînta Episcopie Dimensiuni: 2° (30 cm) Material: hârtie                                                                        | Apostol // Ce are întru sine Faptele și Posleniile // Sfinților Apostoli. Acum de iz // noavă Tipărit, și cu mai bune îndrep- // tări diortosit si adăogit. // În zilele Prea luminatului, Și prea // Înălțatului Domn // Io Alexandru Constantin // Moruzi Voevod. // Cu Blagosloveniia Prea Sfințitului // Mitropolit Al Ungrovlahiei Kiriu // Kir Dositeu // Și cu toată osîrdiia și Cheltuiala Prea // Sfinții sale iubitoriului de Dumnezeu // Kiriu Kir Nectarie // Episcopul Rîmnicului // În Sfînta Episcopie a Rîmnicului. // La Anul Mîntuirii 1794 // S-au Tipărit de Dimitrie Mihailo // vici Tip. Râmniceanul // Și de Gheorghie Sin. Pop. Constandin Tip. Rîm. | Complexul Național Muzeal „Curtea Domnească”, Târgoviște | Cimec    |
|      | Evanghelie învățătoare | Datare: 1644 Școală: Tipăritu-s-au întru dumnezeiasca lavră ce să chiamă monastirea Deal Dimensiuni: 2° (30 x 18 cm) Material: hârtie                   | Evanghelie îndereptarea legii, // duminecelor preste tot anul și la praznice // domnești și la sfinți mari aleși. // Cu porunca și cu cheltuiala, Prea // luminatului creștin Matei Basarab // voevod domn și biruitoriu a toa // tă Țara Rumânească. // Și cu nevoința sfințitului Kyr Theofil // mitropolit, a toată Țara Rumănească. // Tipăritu-s-au întru dumnezeiasca // lavră ce să chiamă monastirea Deal // care iaste hramul sfântul Nicolae. // Vu let 7153.^aot roždestvo Christovo 1644. Meseca sept., 2 dni. | Complexul Național Muzeal „Curtea Domnească”, Târgoviște | Cimec    |
|      | Gramatica românească Autor: Eliad, D.I. | Datare: 1828 Dimensiuni: 8° (18 cm) Material: hârtie | Gramatica // Românească // de // D.I.Eliad. // dată la tipar cu cheltuiala //D.Coconului Scarlat Roset // 1828 | Complexul Național Muzeal „Curtea Domnească”, Târgoviște | Cimec    |
|      | Molitvenic | Datare: 1730 Școală: De Ieremia Athanasievici Dimensiuni: 4° (21 cm) Material: hârtie                                                                   | Molitvenic // Acum într-acest chip Tipărit: // În sfînta Episcopie a Rîmnicului, // Cu nevoința și cu toată chieltuiala a Preasfințitului și // de Dumnezeu iubitoriului, // Kir: Inochentie, // Episcopul Rîmnicului. // În anul dela Naoterea lui Hs., // 1730. fev., 1 // De Ieremia Athanasievici | Complexul Național Muzeal „Curtea Domnească”, Târgoviște | Cimec    |
|      | Octoih Ce să zice elineaște și Paraklitiki | Datare: 1774 Școală: De pop. Constantin tipograful Râmnicianul Dimensiuni: 2° (31 cm) Material: hârtie                                                  | Octoih // Ce să zice elineaște și // Paraklitiki Acuma iarăși A // doaoară Tipărit în zilele Preablagoce- // stivei Singurei stăpânitoarei Marei // Doamnei Noastre Împeratri- // ței Ecaterinei Alec- // sievniei A toată Rossiia, și a // moșteanului Eii Blagocestivului Domnu- // lui țesarevici și Marelui Cneaz // Pavel Petrovici: Cu bla- // gosloveniia și toată cheltuiala Prea sfințitu- // lui Mitropolit al Ungrovlahiei Kyr // Grigorie, prin osârdiia și sârguința // preacuvioșiei sale Kyr Filaret, Arhimandritul sfintei, Mitropolii în Bucu- // rești: La anii de la Adam 1774. // De pop. Constantin tipograful Râmnicianul | Complexul Național Muzeal „Curtea Domnească”, Târgoviște | Cimec    |
|      | Strastnic : Care cuprinde în sine Slujba sfintelor Patimi și a învierii Domnului Hristos | Datare: 1773 Școală: Cu tipariul, și Chieltuialele Fundații Bunei Vestiri Dimensiuni: 2° (33 cm) Material: hârtie                                       | Strastnic // Care cuprinde în sine // Slujba sfintelor Patimi, // și a învierii Domnului Hristos // Acum a doao oară Tipărită // Supt stăpânirea prea Înălțatei chesaro-Crăiasei // Mariei Teresii // Cu Blagosloveniia celor mai mari. // În Sfânta Mitropolie a // Blajului // Cu Tipariul, și Chieltuialele // Fundații Bunei Vestiri // Anii de la Hs. 1773 | Complexul Național Muzeal „Curtea Domnească”, Târgoviște | Cimec    |
|      | Psaltirea Prorocului și Împăratului David | Datare: 1779 Școală: În sfînta Episcopie a Râmnicului Dimensiuni: 4° (18 cm) Material: hârtie                                                           | Psaltirea // Prorocului și Împăratului David. // Acum într-acestași Chip Tiparită // În zilele prea Luminatului Domn // Io Alexandru Ipsilant // Voevod // Cu Blagosloveniia și Toată Chieltu // iala Iubitoriului de Dumnezeu Kir // Chesarie // Episcopul Rîmnicului // În sfînta Episcopie a Rîmnicului, // La anul Dela Zidirea Lumii, 7287 : Iară de la Hs. 1779 // De Popa Costandin Ațanasievici // Tipograful Rîmniceanul | Complexul Național Muzeal „Curtea Domnească”, Târgoviște | Cimec    |
|      | Cazanii ce Cuprinde în sine Ev[an]gheliile tîlcuite ale Duminecilor de preste An, și cu Cazaniile Sinaxariului Praznicilor împărăteșci, Și ale Sfinților celor Mari, a, 12, Luni de preste An                                     | Datare: 1792 Școală: În sfînta Episcopie Dimensiuni: 2° (28 cm) Material: hârtie                                                                        | Cazanii // Ce Cuprinde în sine Ev[an]gheliile tîlcuite ale Du- // minecilor de preste An, și cu Cazaniile // Sinaxariului Praznicilor împărăteșci, Și ale // Sfinților celor Mari, a, 12, Luni de preste // An. Care acum s-au Tipărit În zi- // lele prea Luminatului Domn // Io Mihail Constantin Suțul Voevod // Cu Blagosloveniia și toată chieltuiala prea // sfințitului Mitropolit al Ungrovlahiei // Kir Filaret. // În Sfînta Episcopie a Rîmnicului. // Dela Anul mîntuirii, 1792. // S-au Tipărit De Dimitrie Mihailo // Popo Vici Tip. Rîm. // Iară dela duerna, 27, pînă la sfîrșit, // S-au Tipărit de Gheorghie sin popa Constantin // Tip. | Complexul Național Muzeal „Curtea Domnească”, Târgoviște | Cimec    |